# Ambrysus hungerfordi
Ambrysus hungerfordi är en insektsart som beskrevs av Robert L. Usinger 1946. Ambrysus hungerfordi ingår i släktet Ambrysus och familjen vattenbin. Utöver nominatformen finns också underarten A. h. hungerfordi.